# Trachyandra arvensis
Trachyandra arvensis là một loài thực vật có hoa trong họ Thích diệp thụ. Loài này được (Schinz) Oberm. miêu tả khoa học đầu tiên năm 1962.